# Vendas de armas polonesas para a Espanha Republicana

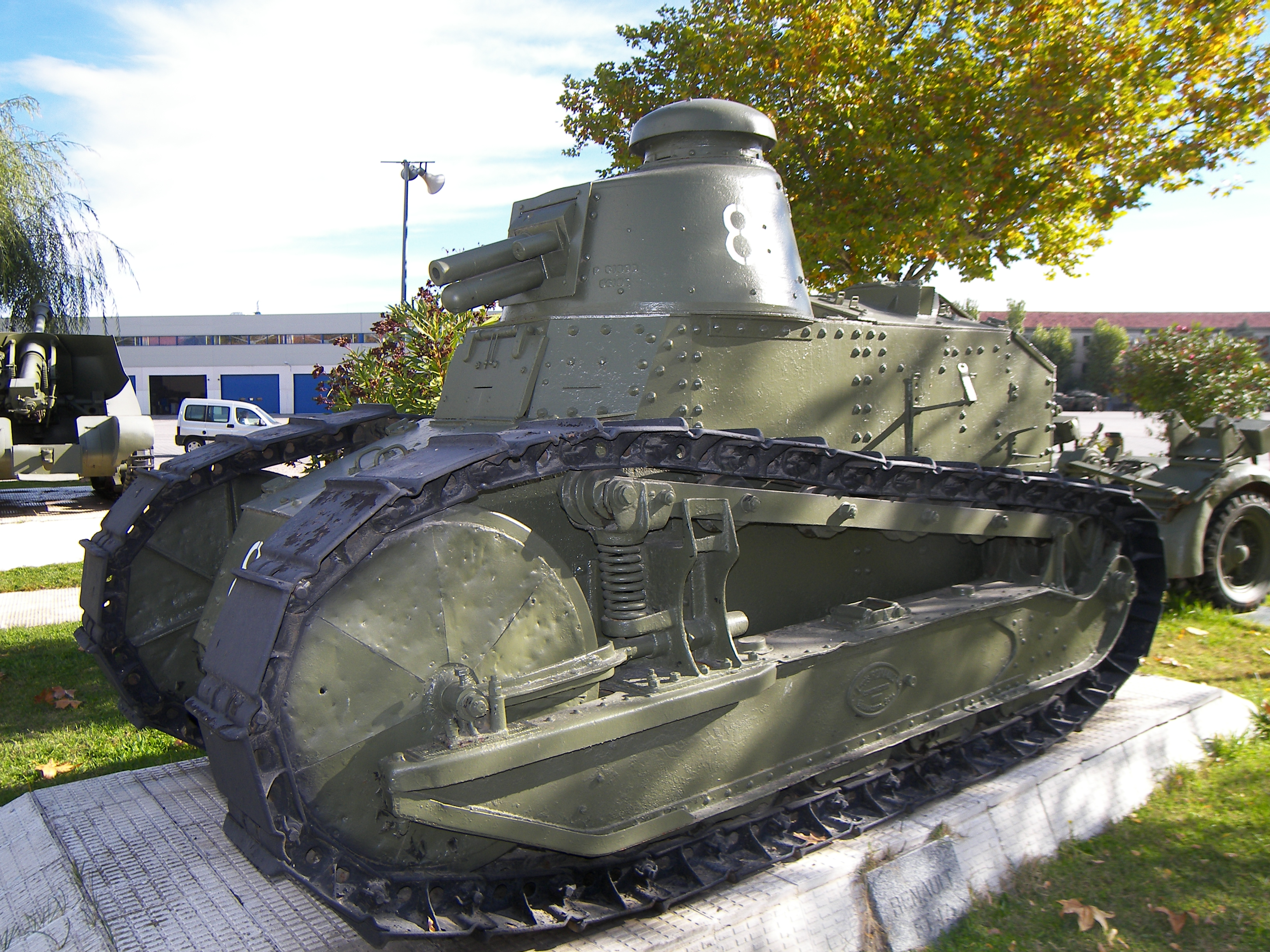
Renault FT-17 polonês em serviço republicano.

As vendas de armas polonesas para a Espanha Republicana ocorreram entre setembro de 1936 e fevereiro de 1939. Politicamente, a Polônia não apoiou nenhum dos lados da Guerra Civil Espanhola, embora com o tempo o governo de Varsóvia tendesse cada vez mais a favorecer os nacionalistas; as vendas aos republicanos eram motivadas exclusivamente pelo interesse econômico. Como a Polônia estava sujeita a obrigações de não-intervenção, autoridades do governo polonês e as forças armadas disfarçaram as vendas como transações comerciais mediadas por corretores internacionais e visando clientes em vários países, principalmente na América Latina; há 54 remessas de Danzig e Gdynia identificadas. A maior parte do material eram armas de segunda categoria obsoletas e desgastadas, embora também houvesse algumas armas modernas entregues; todas foram 20-30% superfaturadas.
As vendas polonesas totalizaram US$ 40 milhões e constituíram cerca de 5-7% dos gastos militares republicanos totais, embora em termos de quantidade certas categorias de armamento, como metralhadoras, possam ter representado 50% de todas as armas entregues. Depois da URSS, a Polônia foi o segundo maior fornecedor de armas para a República. Depois da URSS, Itália e Alemanha, a Polônia foi o quarto maior fornecedor de armas para a Espanha engolfada pela guerra.

## Contexto

### Antecedentes

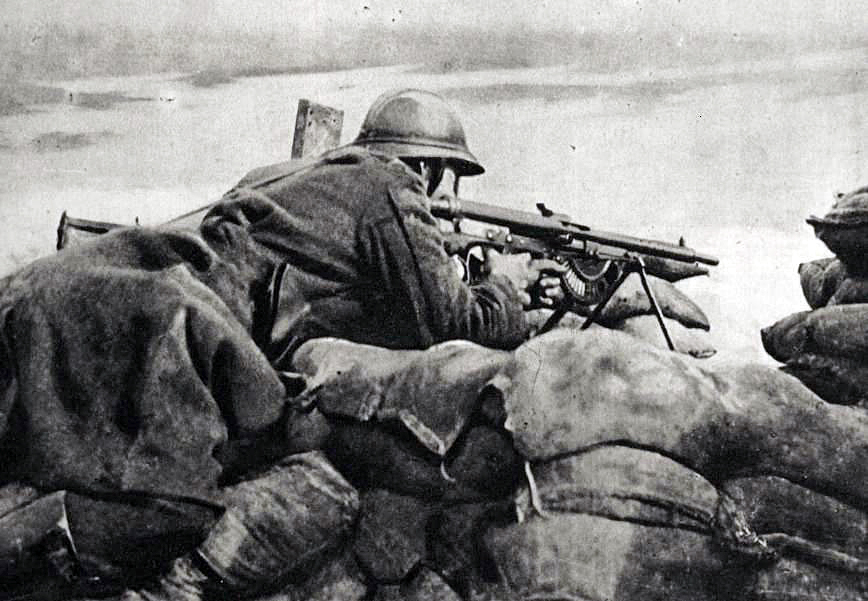
Fuzil-metralhador Chauchat em serviço belga.

Antes da eclosão da Guerra Civil Espanhola, havia muito pouca interação - tanto em termos de conflito quanto de cooperação - entre a Espanha e a Polônia. Ambos os países operavam em zonas geopolíticas totalmente diferentes e seus interesses não coincidiam. O volume de comércio espanhol-polonês em 1932–1935 foi em média de 3,3 milhões de zlotys (US$ 0,6 milhão) anualmente (2,5 milhões de zlotys em 1932, 3,0 milhões em 1933, 2,4 milhões em 1934 e 5,4 milhões em 1935). As relações mútuas foram reduzidas a trocas comerciais muito escassas (em ambos os casos abaixo de 0,5% do volume total do comércio exterior), manobras diplomáticas dentro da Liga das Nações (a disputa por um assento permanente no Conselho levou à retirada temporária da Espanha da organização; outras questões incluíam a questão do Tânger no caso da Espanha ou a questão das minorias nacionais no caso da Polónia), e problemas consulares típicos; como propriedades de aristocratas espanhóis na Polónia ou o semi-mundo dos obscuros comerciantes e prostitutas poloneses, em sua maioria de origem judaica, residentes na Catalunha. Karl Stephan Habsburg, dono de inúmeras propriedades no sul da Polônia, era irmão de Maria Cristina, rainha-regente e mãe de Alfonso XIII. María de los Dolores de Bourbon-Duas Sicílias foi casada com um aristocrata polonês, August Józef Czartoryski. Ambos os Estados mantiveram suas representações diplomáticas nas respectivas capitais, embora não no nível da embaixada. Os desenvolvimentos políticos internos na Espanha ou na Polônia foram devidamente reconhecidos; a queda da democracia liberal, a ditadura de Primo e a chegada da Segunda República não causaram nenhuma reação particular em Varsóvia; da mesma forma, o golpe de Piłsudski e a evolução cada vez mais autoritária da ditadura não desencadearam nenhuma resposta em Madri.
O representante oficial da SEPEWE na Espanha era o coronel reformado do Estado-Maior, José Doménech Vidal. Nos primeiros dias da guerra civil, ele buscou abrigo na legação polonesa em Madri. Entre abril e setembro de 1939, voltou a atuar como representante da SEPEWE; uma vez que ele claramente ficou do lado dos nacionalistas, é improvável que ele estivesse envolvido no comércio de armas com a República. No início da década de 1930, o conglomerado comercial polonês SEPEWE, formado por empresas da indústria de armas e controlado pelo Estado-Maior polonês, várias vezes abordou o exército e a polícia espanhóis oferecendo tankettes, granadas de mão, aeronaves de treinamento e equipamentos de comunicação, mas continuou perdendo para concorrentes estrangeiros, que geralmente operavam suas próprias fábricas na Espanha.

### A diplomacia de Varsóvia e a Guerra Civil Espanhola

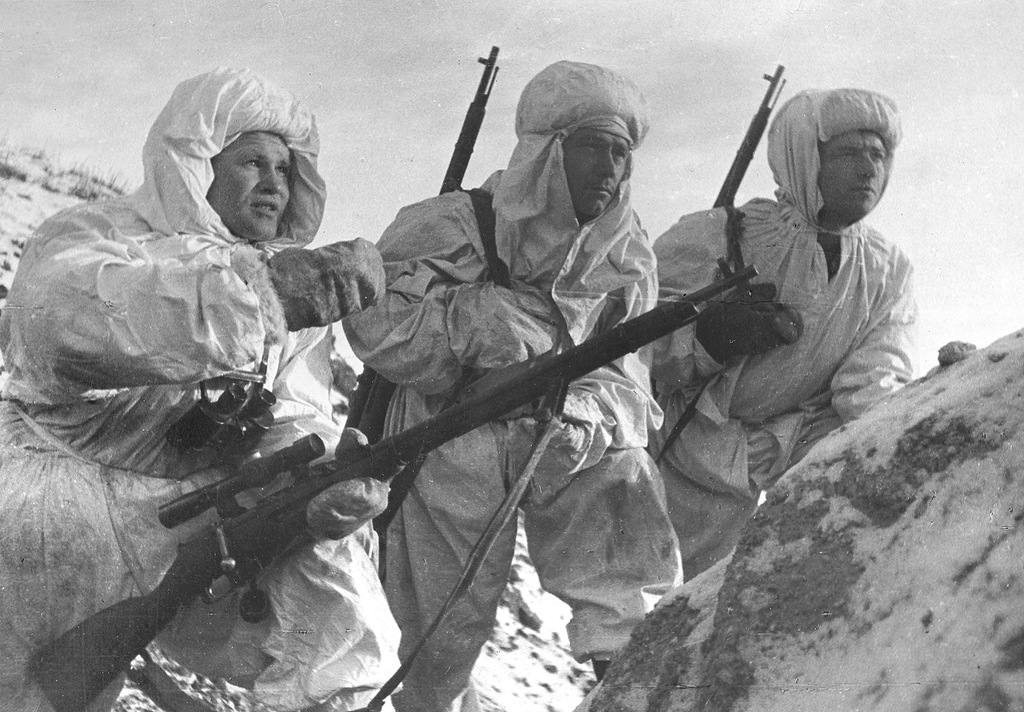
Fuzil Mosin-Nagant (versão sniper) em serviço soviético.

Um dos dois princípios fundamentais da diplomacia polonesa do Entre-Guerras – além de permanecer equidistante em relação à Alemanha e à URSS – era cultivar a aliança político-militar com a França, único aliado confiável da Polônia. Assim, nos casos em que nenhum interesse polonês específico estava em jogo, Varsóvia tendia a ficar do lado de Paris. Quando a França embarcou na política de não-intervenção na Guerra Civil Espanhola, a Polônia logo seguiu o exemplo, embora em algumas questões específicas e geralmente menores a diplomacia polonesa possa ter ficado do lado da Itália, considerada um país bastante amigável. Em termos gerais, a Polônia calculou que a cooperação entre Grã-Bretanha, França, Itália e Alemanha na aplicação da não-intervenção era altamente desejável, uma vez que trabalhava para a estabilidade política no continente.
Nenhum ganho político potencial específico a ser alcançado na Espanha foi identificado pelos poloneses e foi decidido que, em princípio, Varsóvia deveria manter a neutralidade e abster-se de apoiar qualquer um dos lados em guerra. Em termos de problemas, os poloneses estavam gradualmente ficando preocupados com a crescente influência soviética na Espanha, o que desencadeou alguns votos poloneses anti-soviéticos no Comitê de Não-Intervenção. O engajamento alemão causou muito menos ansiedade, embora alguns diplomatas poloneses tivessem dúvidas sobre a França estar potencialmente cercada por três vizinhos hostis. A historiografia polonesa anterior especulou que essas preocupações podem ter desencadeado vendas secretas de armas para a República. Isso, ao que parece, deve explicar as entregas clandestinas de armas ao exército republicano por meio do 2º Departamento do Estado-Maior; mas essa teoria não é mais mantida. Alguns tomadores de decisão poloneses acreditavam que, enquanto a Alemanha e a URSS estivessem engajadas na Espanha, era improvável que embarcassem em uma política agressiva na Europa Oriental, mas não há evidências de que tais especulações moldassem a posição oficial polonesa.

### As duas Espanhas e a Polônia

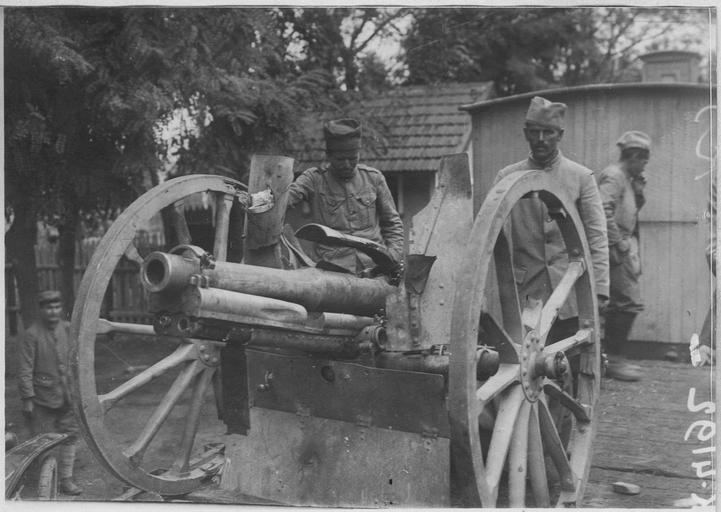
Canhão Schneider 75mm em serviço grego.

A República manteve continuamente relações diplomáticas oficiais com a Polônia. O ministro espanhol do pré-guerra em Varsóvia, Francisco Serrat y Bonastre, e seu primeiro secretário ficaram do lado dos rebeldes. Após 7 meses em que o segundo secretário esteve no comando em Varsóvia, desde março de 1937 a missão foi assumida por 3 emissários sucessivos na qualidade de encarregados de negócios. Serrat y Bonastre foi um diplomata profissional. Em 1936, ele atuou brevemente como ministro das Relações Exteriores na ''Junta Técnica del Estado'' (Junta Técnica do Estado), o quase-governo franquista.
A missão foi chefiada pelo segundo secretário até março de 1937, quando Marian Ruiz-Funes García chegou como encarregado de negócios. Em junho ele foi transferido para Bruxelas e a missão foi assumida por Manuel Martínez Pedroso y Macías, o qual em julho de 1938 partiu para Moscou. Nesta altura a representação foi assumida por José Medina Echevarría, que foi professor de direito em Múrcia e deputado às Cortes; atuou como deputado durante o mandato de seus antecessores. Após a guerra, Echevarría residiu no México, Colômbia e Chile, onde faleceu.
O ministro polonês em Madri no final de 1936, Marian Szumlakowski, estabeleceu sua residência em Saint-Jean-de-Luz, como a maioria do corpo diplomático fez. Szumlakowski foi diplomata de carreira, em 1927–1933 efetivamente o segundo no comando do MFA. Na Espanha nacionalista/franquista ele foi extremamente respeitado como aquele que primeiro coordenou o abrigo e depois a evacuação de cerca de 400 refugiados, buscando asilo em missões polonesas na Madri republicana. Foi o representante oficial polonês na Espanha franquista até que o governo exilado foi recusado o reconhecimento. Szumlakowski recusou o convite para se instalar em Valência e até ao fim do conflito operou a partir da França, visitando pela última vez o território republicano no final de 1937. A missão de Madri foi chefiada pelo encarregado de negócios, Leopold Koziebrodzki, que se tornou a principal interface entre o ministério das relações exteriores republicano e a diplomacia polonesa. Leopold Koziebrodzki (às vezes referido como Leopold Bolesta Koziebrodzki) permaneceu no serviço diplomático do governo polonês exilado e faleceu nos Estados Unidos, mais tarde Mieczysław Skolimowski (também "Skólimowski") permaneceu no serviço diplomático e trabalhou no Brasil, França, Portugal e em outros lugares; seu destino posterior é desconhecido. A Polônia deixou de reconhecer a Espanha republicana em meados de fevereiro de 1939; a missão de Madri foi fechada e evacuada em poucos dias depois.
A mensagem de Miguel Cabanellas a Varsóvia que notificava o surgimento da Junta Nacional foi ignorada pela diplomacia polonesa. Desde outubro de 1936, o ex-segundo secretário da representação diplomática espanhola em Budapeste, Juan Serrat y Valera, passou a atuar como representante não-oficial dos Nacionalistas em Varsóvia. Ele tinha acesso a funcionários de nível inferior do Ministério das Relações Exteriores e desfrutava de um tratamento cada vez mais favorável. Juan Serrat y Valera era filho de Francisco Serrat y Bonastre, e passou toda a sua vida na diplomacia; desde 1929 no serviço real, em 1931-1936 no republicano e depois de 1936 como representante da Espanha franquista. Normalmente, os assuntos espanhóis eram tratados por Witold Kozłowski, chefe da seção individual do MFA. Na Espanha nacionalista, inicialmente a missão polonesa em Lisboa manteve contatos esporádicos com a administração de Burgos. Desde meados de 1937, seu empregado, Bohdan Szmejko, tornou-se o primeiro representante polonês não-oficial, residente principalmente em San Sebastián. Szmejko (outras fontes preferem a grafia "Szmejka") foi, antes de 1936, funcionário de baixo escalão em Lisboa; depois de 1939 permaneceu no serviço diplomático do governo polonês no exílio, principalmente na América Latina. Não voltou para a Polônia comunista. Também o ministro polonês do governo republicano tornou-se cada vez mais engajado em contatos paralelos com os nacionalistas. Em outubro de 1938, a Polônia reconheceu a Espanha nacionalista de fato, e em fevereiro de 1939 de iure. Desde o final de 1937, a diplomacia nacionalista insistia no reconhecimento de iure e, na primavera de 1938, a Polônia estava inclinada a concedê-lo; a ofensiva do Ebro suspendeu esses planos.

### A República em busca de armas

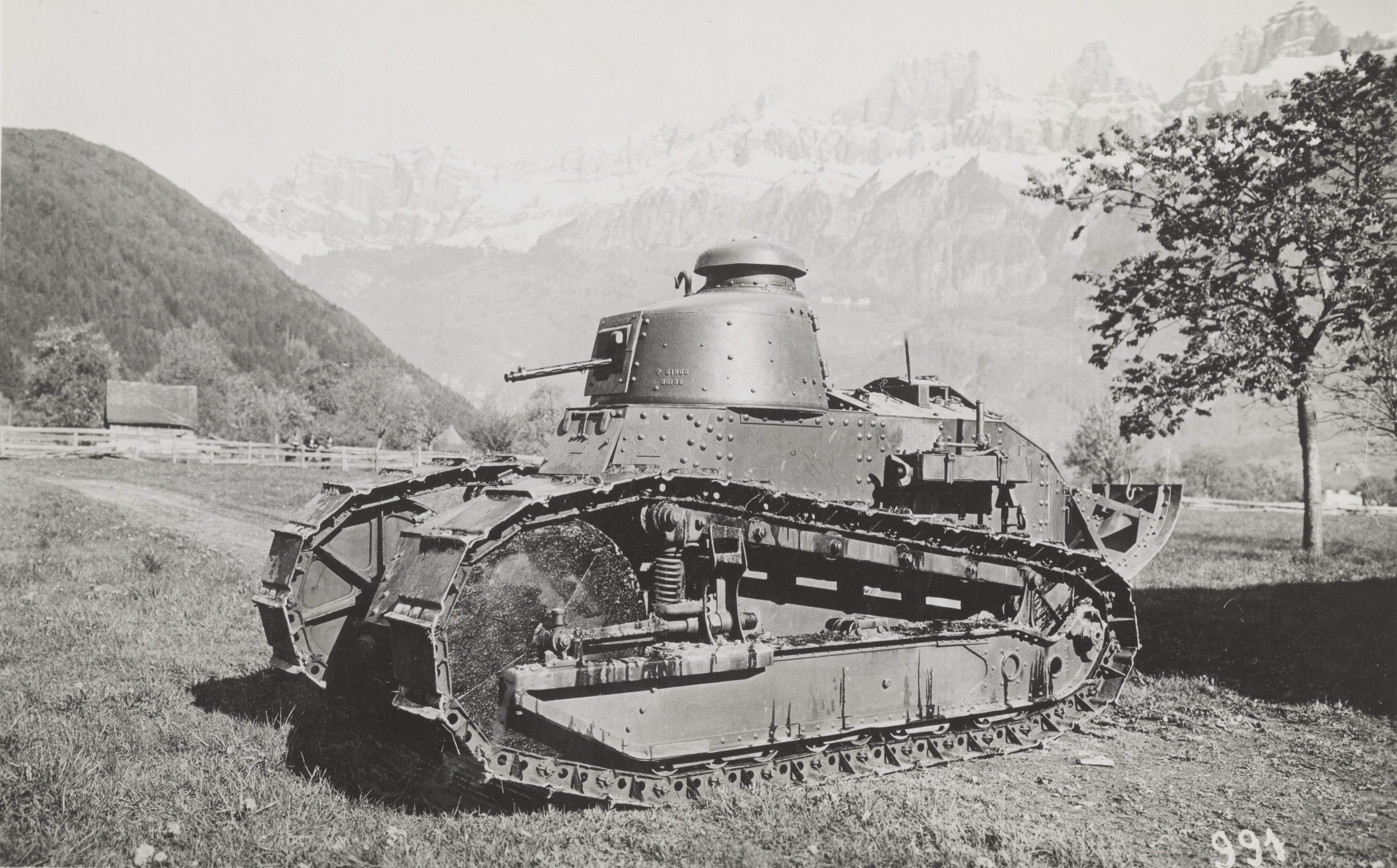
Tanque Renault FT-17 (versão WK1) em serviço suíço.

A administração republicana percebeu imediatamente que poderia enfrentar escassez de armas ao enfrentar a rebelião militar. O primeiro-ministro José Giral recorreu ao governo francês solicitando a venda de armas já em 20 de julho de 1936. No entanto, o gabinete de Léon Blum logo adotou a política de não-intervenção e as importações de material militar francês tornaram-se altamente incertas. Os republicanos tentaram puxar os pauzinhos o máximo possível em busca de alternativas, e em 25 de julho recorreram à embaixada soviética em Paris. A missão polonesa em Madri recorreu ao MFA de Varsóvia em busca de aconselhamento em 29 de julho, solicitando a venda de aeronaves polonesas; os espanhóis estavam dispostos a pagar qualquer preço, mas exigiam entrega imediata, o que desencadeou a resposta negativa. Em 13 de agosto, o Coronel Alfredo de Sanjuán chegou a Varsóvia em busca de grandes compras de armas; manifestando interesse na compra de 10 tanquetes TK-3, 500 metralhadoras leves e 500 pesadas, cartuchos de 8mm e 20.000 granadas de mão. Não está claro se ele representava o governo autônomo catalão ou o estado-maior, ele apresentou credenciais emitidas pela delegação de Barcelona do MFA espanhol. Sanjuán sugeriu à SEPEWE que, em vista das declarações francesas, a transação fosse organizada como vendas fictícias para o Uruguai, mas por motivos pouco claros, sua missão não produziu resultados. Outro aviador, o Coronel Luis Riaño Herrero, chegou a Varsóvia em 18 de agosto como enviado oficial do governo Giral; ele solicitou a venda de aeronaves, mas a SEPEWE recusou. Herrero foi o aide-de-camp do presidente durante a República; em 1936 foi comandante da base aérea de Cuatro Vientos. Ele passou a guerra principalmente como chefe de instrução de aviação em Levante. Após a guerra morreu em exílio no México. Os gerentes da SEPEWE declararam que seriam capazes de entregar aeronaves em meados de 1937. Estudiosos contemporâneos sugerem que isso pode ter sido correto, mas também é provável que o pessoal da SEPEWE consultou o Ministério das Relações Exteriores e rejeitou os espanhóis por causa dos riscos políticos envolvidos. Não há informações confirmadas sobre outras negociações diretas hispano-polonesas e a mecânica do processo de tomada de decisão polonês, que estava ocorrendo no final de agosto de 1936, não foi reconstruída. Por exemplo. em outubro de 1937, a inteligência do CTV italiano na Espanha interceptou e descriptografou a mensagem supostamente enviada pelo governo Giral ao enviado republicano em Varsóvia; a mensagem solicitava consulta sobre a recompra de explosivos em uma das fábricas de Cracóvia.
Já em 22 de agosto, sabia-se que um navio mexicano chegaria em breve a Danzig para carregar armas polonesas; em 27 de agosto, a Polônia aderiu oficialmente ao acordo de não-intervenção, e em 9 de setembro o primeiro carregamento de armas polonesas partiu. Não está claro se os tomadores de decisão poloneses decidiram conscientemente jogar um jogo duplo ou se ambas as decisões foram tomadas independentemente pela diplomacia e pelos militares, embora o MFA logo tenha se envolvido. O estudioso polonês não conseguiu reconstruir o processo de tomada de decisão, no entanto, ele descobriu que, ao falar com Riaño Herrero, a SEPEWE consultou sua resposta com o MFA e o Estado-Maior. Parece também que os poloneses perceberam desde o início que as vendas eram incompatíveis com as obrigações de não-intervenção, pois o primeiro embarque já estava disfarçado como vendas para o México.

## Armas para a República

### Pedido em dinheiro

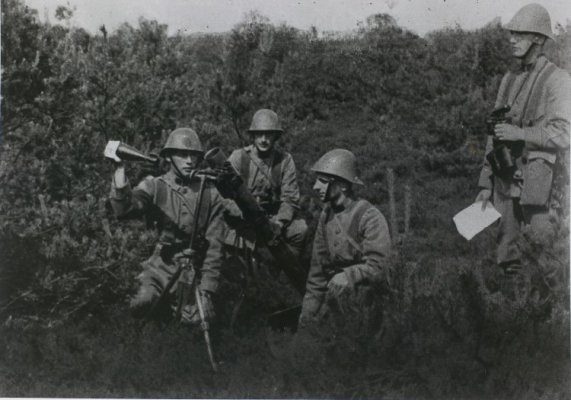
Morteiro Brandt Mle 27/31 81 mm em serviço holandês.

Todo o processo, da encomenda ao pagamento, não foi totalmente reconstruído e, além dos contatos em julho e agosto de 1936, nenhuma outra negociação direta de armas entre os dois países foi identificada. A partir de setembro de 1936, todos os contatos foram feitos por meio de intermediários. Não está claro qual unidade da administração republicana espanhola foi responsável ou quem coordenou pessoalmente o processo, embora pareça que a embaixada em Paris esteve fortemente envolvida. Nenhuma das fontes consultadas esclarece a mecânica dos acordos financeiros entre o governo espanhol e as empresas que atuam como intermediárias, especialmente se os pagamentos foram feitos antecipadamente ou na entrega. Os agentes intermediários eram geralmente comerciantes internacionais de armas estabelecidos: Handelmaatschappij S. Gokkes (Holanda), Établissements Alexandre Klaguine, Établissements Edgar Brandt (França), Edgard Grimard (Bélgica), Willy Daugs und Cie., Navigation Josef Veltjens KG, Matthias Rohde Frachtkontor (Alemanha) e outros. Outras empresas foram a Gustav Genschow, Momag, Ludwig Bing, Michael Sajovitz, SADEA, Maurice Augsbourg, Waffen und Munition, Hüpeden, N.V. Hunzedal, West Export, Papadopoulos e Daugs, Dawid Kabaciński. O  parceiro destes agentes na Polônia era a SEPEWE, e principalmente seu vice-diretor Kazimierz Zarębski, um coronel reformado do exército quando se tornou vice-CEO da SEPEWE. Ele morreu no exílio. O diretor da SEPEWE era Władysław Sokołowski, também um oficial reformado, embora a maioria das transações tenha sido negociada e finalizada por Zarębski.
Zarębski operou com muita autonomia, embora o sindicato coordenara suas negociações com os militares poloneses e o MFA. No primeiro caso, as unidades que exerciam a supervisão eram a Seção I (organização e logística) e a Seção II (inteligência e contra-inteligência) do Estado-Maior. No caso deste último, devido à natureza sensível do negócio, às vezes o vice-ministro ou mesmo o ministro das Relações Exteriores Józef Beck intervia pessoalmente. Normalmente as questões espanholas eram tratadas por Witold Kozłowski, o único funcionário que chefiava a Seção Sudoeste do Departamento Político-Econômico do Ministério das Relações Exteriores. Os pagamentos eram geralmente feitos em contas da SEPEWE por meio de bancos franceses estabelecidos. Algumas negociações foram realizadas além da SEPEWE com comerciantes poloneses menores, por exemplo, um empresário baseado em Londres, Stefan Czarnecki, montou a Towarzystwo dla Handlu i Przemysłu Surowcowego e até se tornou o cônsul honorário da Nicarágua, um movimento que facilitou seu comércio de armas com os nacionalistas e os republicanos.  No entanto, ele negociou principalmente com armas tchecoslovacas e austríacas e seu volume comercial foi insignificante em comparação com o da SEPEWE.  Stefan Czarnecki (1904–1977) destacou-se em empreendimentos comerciais legalmente duvidosos; mais tarde ele se passou por "conde" e, como tal, está enterrado em Paris. Outros revendedores privados foram Stefan Katelbach e Alfred Jurzykowski, Molina Franco 2021, p. 5

### Logística

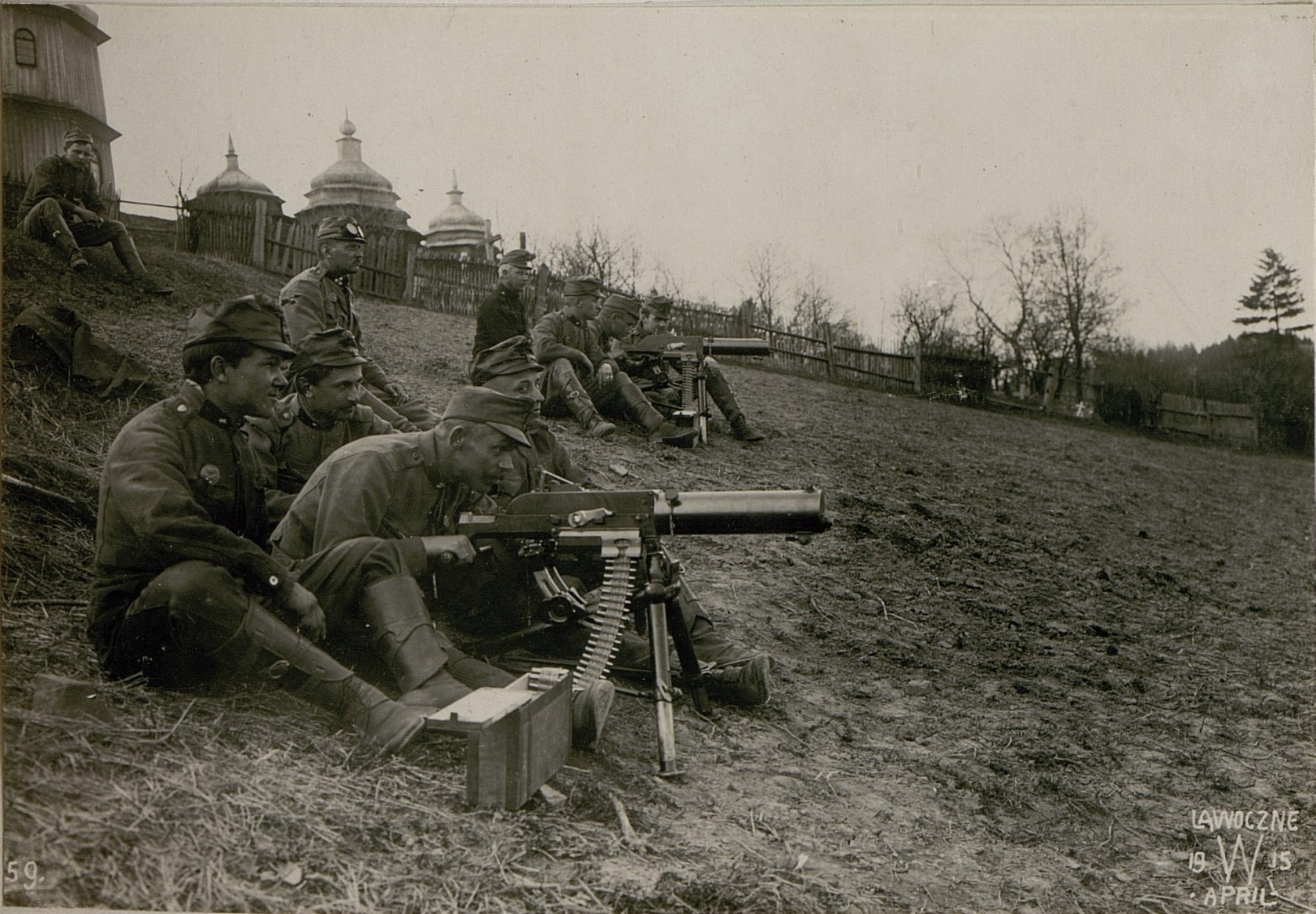
Metralhadora Schwarzlose em serviço austro-húngaro.

Todo o transporte ocorreu por via marítima. Existem 54 remessas navais da Polónia para a Espanha republicana identificadas. A lista de navios provavelmente não está completa e deve ser tratada como o mínimo identificado. Algumas outras fontes listam navios que partiram de Gdynia com armas para Espanha; um navio letão, Tiiu, supostamente fez escala em Honfleur. O primeiro navio partiu em 9 de setembro de 1936 (cerca de 3 semanas antes da partida do primeiro carregamento soviético), e o último por volta de 9 de fevereiro de 1939.  O primeiro carregamento soviético confirmado ocorreu a bordo do Komsomolets, que partiu de Odessa em 4 de outubro de 1936. No entanto, no mesmo dia, as primeiras armas soviéticas chegaram a um dos portos do Levante espanhol. Alguns autores especulam que o navio que os transportou foi o Campeche, que partiu de Feodosia num dos últimos dias de setembro de 1936. As primeiras entregas polonesas foram realizadas também antes dos primeiros embarques mexicanos; destes, o primeiro conhecido é o que partiu de Antuérpia em 25 de setembro de 1936.
Ocorreram 12 embarques poloneses em 1936, 27 em 1937, 14 em 1938 e 1 em 1939. Todo o percurso marítimo demorava normalmente cerca de uma semana para os portos do Atlântico e 2 semanas para os do Mediterrâneo. Ou seja, Poublazanec partiu de Gdynia em 20 de agosto de 1937 e chegou a Honfleur em 27 de agosto. O Virginia deixou Gdynia em 4 de abril de 1938 e fez escala em Honfleur em 10 de abril. Inicialmente foram carregados 8 navios no depósito militar extraterritorial polaco de Westerplatte, na Cidade Livre de Danzig; todos os restantes partiram de Gdynia. Oficialmente, foram direcionados principalmente para clientes no Uruguai (12 casos identificados), México (7), Grécia (6) e França (5), embora também em alguns casos para a China, Alemanha ou Haiti; em cerca de 20 casos o destino oficial não foi identificado pelos estudiosos. A documentação oficial que confirmava as ordens de representantes de países-alvo falsos foi obtida por corretores, geralmente através de corrupção – especialmente porque os cônsules honorários também tinham o direito de emitir certificados – ou falsificação. Ocorreu também que até o MNE polaco ficou embaraçado com a actividade abertamente descarada de alguns cidadãos polacos que actuavam como cônsules honorários. Em alguns casos, houve agentes soviéticos do NKVD envolvidos no fornecimento de cobertura falsa. Por exemplo, em outubro de 1936, dois agentes soviéticos, Leulein e Rosenfeld, estariam supostamente envolvidos na organização do transporte marítimo a bordo do navio grego Sylvia. Não está claro se a inteligência polaca estava ciente do envolvimento do NKVD e se tolerava o envolvimento soviético. A empresa comercial de Daniel Wolff, com sede em Haia, era provavelmente inteiramente controlada pelo NKVD e pelo seu residente, Krivitsky.
A maioria dos navios foram registados no Panamá (20), alguns nos Países Baixos, Grécia e França, e poucos na Noruega, Alemanha, Letónia, Estónia ou Jugoslávia. Quase todos os navios chegaram ao porto de destino; até a primavera de 1937 eram principalmente Santander e Bilbao, depois os portos do Levante (Barcelona, Alicante, Valência e Cartagena) ou franceses, especialmente Honfleur, com pelo menos 7 carregamentos. Em 2 casos os navios foram apreendidos pela marinha nacionalista; em um caso, o capitão foi subornado pelos nacionalistas. Foi o caso do Sylvia, navio que operava sob bandeira grega e era comandado por um capitão grego. A apreensão revelou-se extremamente lucrativa, já que o navio transportava cerca de 8.500 metralhadoras, quase metade de todas as metralhadoras vendidas pela Polónia. Para manter o sigilo, a certa altura, os polacos consideraram redirecionar o transporte ferroviário para o porto romeno de Constanța, mas o plano acabou por ser abandonado; supostamente, os nacionalistas intervieram em Bucareste e as autoridades romenas concordaram em criar dificuldades.